# Яковлев, Борис Павлович
Борис Павлович Яковлев (16 июля 1908, м. Золотуха, Давыдовская волость, Юрьевский уезд, Владимирская губерния, Российская империя — 8 января 2008, Москва, Россия) — советский хозяйственный, государственный и партийный деятель.

## Биография
Родился в местечке Золотухе. Член ВКП(б) с 1931 года.
С 1936 года — на хозяйственной, общественной и политической работе. В 1936—1986 гг. — заведующий Сельскохозяйственным отделом районной газеты, 1-й секретарь Кольчугинского районного комитета ВКП(б), 2-й секретарь Махачкалинского городского комитета ВКП(б), секретарь Дагестанского областного комитета ВКП(б) по кадрам, 2-й секретарь Фрунзенского областного комитета КП(б) Киргизии, секретарь ЦК КП(б) Киргизии по кадрам,
секретарь ЦК КП(б) Киргизии, 1-й секретарь Ошского областного комитета КП Киргизской ССР, председатель Комиссии советского контроля СМ Киргизской ССР, министр заготовок Киргизской ССР, секретарь Владимирского областного комитета КПСС, председатель Комитета партийно-государственного контроля Владимирского областного комитета КПСС и Исполнительного комитета Владимирского областного Совета, заведующий Подотделом писем Общего отдела ЦК КПСС,
заведующий Отделом писем ЦК КПСС, член Центральной ревизионной комиссии КПСС.
Избирался депутатом Верховного Совета РСФСР 10-го и 11-го созывов.
Умер в 2008 году в Москве. Похоронен на Троекуровском кладбище.